# Karmaniola
Karmaniola (fr. Carmagnole, od Carmagnola, miasta we Włoszech) – taniec z okresu Wielkiej Rewolucji Francuskiej wykonywany przy wtórze pieśni rewolucyjnej z 1792 o tej samej nazwie.
Opis tańca został umieszczony w Opowieści o dwóch miastach Karola Dickensa. Do Karmanioli odwoływał się też m.in. Anatole France w powieści o rewolucji francuskiej pt. Bogowie łakną krwi.
Do Karmanioli nawiązał Jacek Kaczmarski w swoim utworze pod tym samym tytułem z 1981 r..